# Jánovce (okres Poprad)
Jánovce (Hongaars: Szepesjánosfalva, Duits: Johannsdorf) is een Slowaakse gemeente in de regio Prešov, en maakt deel uit van het district Poprad.
Jánovce telt 1.332 inwoners.